# Poul Sørensen (poet)
 For alternative betydninger, se Poul Sørensen. (Se også artikler, som begynder med Poul Sørensen)
Poul Sørensen (13. oktober 1906 i Århus – 1. august 1973) var en dansk digter og tekstforfatter, der også skrev under pseudonymet Poeten. 
Han var virksom som satiriker og viseforfatter i bl.a. Svikmøllen og talrige revyer siden 1928. Han debuterede med bogen Poul Sørensen. En Bog paa Vers. i 1940. Til hans mest kendte visetekster hører Dit Hjerte er i Fare, Andresen (1936 til Osvald Helmuth) og Solitudevej (1953 til Elga Olga). Han skrev også alvorlig og pessimistisk lyrik i bogform, f.eks. April i Danmark (1942), Europadigte (1947), Vintervers (1956) og de sort humoristiske Barske børnerim (1953) og Pessimistens psalmebog (1971). Han oversatte også moderne amerikansk lyrik og Heinrich Heines kærlighedsdigtning.